# Porsche 356
O Porsche 356 é uma linha de automóveis produzidos de 1948 até 1965, e é considerado o primeiro carro produzido pela Porsche. O número “356” faz alusão ao fato deste ser o 356.° projeto do escritório de design Porsche.
Apesar da marca Porsche estar intimamente relacionada ao modelo 911, esses modelos dos primeiros anos da Porsche são muito valorizados hoje em dia, não necessariamente pelo seu desempenho desportivo, mas por sua raridade, beleza e valor histórico. Modelos bem conservados, sobretudo conversíveis, podem facilmente atingir cifras além dos 150.000,00 dólares. Em 2004, a revista Sports Car International elegeu o 356C o 11° melhor carro na sua lista dos melhores da década de 60. Hoje este item de colecionador mantém seu status de carro que resistiu ao teste do tempo, e a maior parte deles ainda roda em ótimo estado.
Embora a princípio muito parecido com as derivações do Volkswagen Fusca que surgiram no pós-guerra, o 356 pavimentou o caminho para a formação da marca como é hoje, servindo de base para o desenho do 911, e definindo o paradigma do que se conhece por "Porsche" atualmente.
Poucas unidades foram trazidas para o Brasil, e o modelo gerou um certo mercado para réplicas de fibra, sobretudo na época da proibição das importações, entre 1974 e 1990.

## História

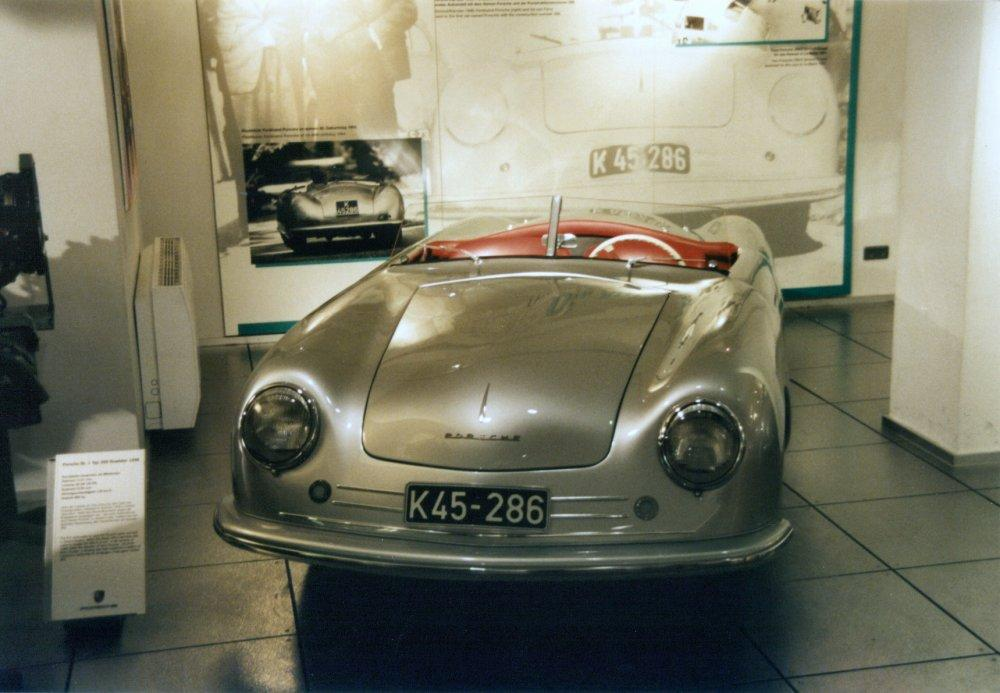
Porsche No. 1 Type 356 (protótipo)

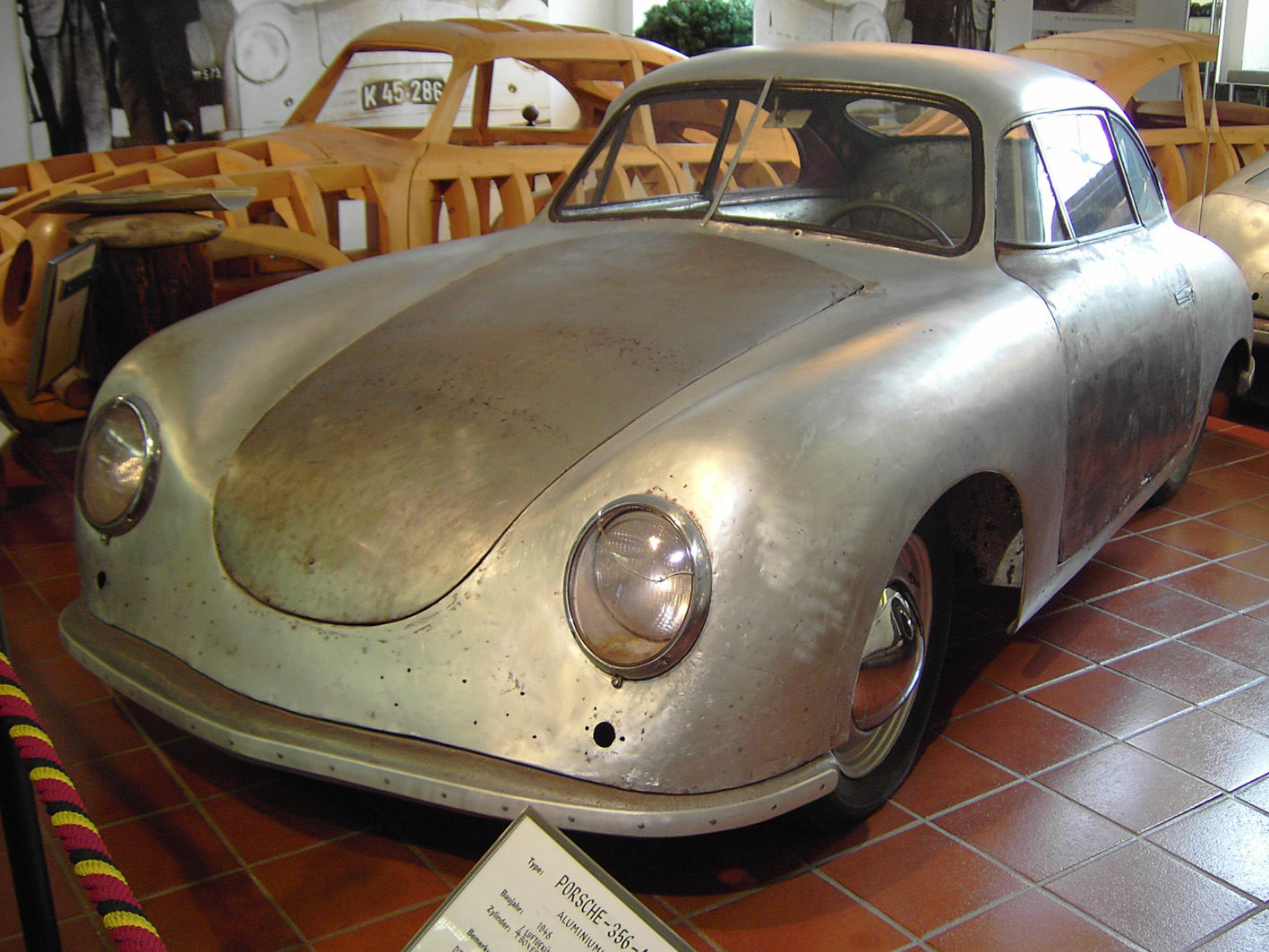
Coupe Gmünd no Museu Porsche, perto do molde de madeira reconstruído (o original foi utilizado como lenha)

Quatro vistas

A história do 356 se confunde com a história da Volkswagen e da própria Porsche. Derivado diretamente do Volkswagen Fusca do pós-guerra, este modelo se diferenciou das muitas outras variações do Volkswagen por ter tido a participação direta dos projetistas deste último - Dr. Ferdinand Porsche, seu filho Ferry e o projetista austríaco Erwin Komenda.
Existe uma certa controvérsia quanto ao fato deste ser mesmo o primeiro modelo da fábrica. O protótipo foi precedido pelo similar Porsche 64 (também conhecido como 64K10), construído antes da Segunda Guerra Mundial, porém tal veículo na verdade foi uma modificação do Fusca pré-guerra encomendado a Ferdinand Porsche pela própria Volkswagen, construído para uma corrida específica na Itália. É evidente que o desenho inspirou diretamente o primeiro protótipo do 356 (um modelo "spider" com motor central, adequadamente conhecido como "Number 1"). Sua condição de "Fusca modificado", entretanto, torna difícil classificá-lo como um produto da empresa que hoje conhecemos como Porsche.
Na verdade, o Fusca e o Porsche compartilham mais coisas além da origem. Como dito anteriormente, o conceito do Porsche 356 foi criado por Ferdinand "Ferry" Porsche e desenhado por Erwin Komenda, ambos figuras muito importantes no desenvolvimento da firma Volkswagen. Naturalmente, muitos detalhes do projeto tiveram uma fonte em comum.
Na década 1940, após a devastadora II Guerra Mundial, Ferry Porsche decidiu concretizar o sonho de um fábrica de automóveis que levasse o nome da família (apesar do envolvimento do escritório de design Porsche, a Volkswagen pertencia ao governo alemão). Sua ideia original era construir um automóvel inteiramente novo, porém as dificuldades do pós guerra forçaram o uso de peças do Fusca (motor, transmissão, etc.). Então, em 1947, os trabalhos começaram, com a construção de um molde de madeira onde foram marteladas placas de alumínio, dando forma ao primeiro protótipo, um modelo "spider" (sem capota e com dois lugares) prateado, com motor central.
Após o protótipo, a firma produziu uma série de 50 coupés de alumínio, já com motor traseiro e com o formato tradicional, conhecidos como "Coupés Gmünd" (cidade na qual a firma originalmente se instalara). Brevemente se iniciaria a produção do modelo com carroceria em aço, que gradualmente evoluiu durante os anos em carroceria (coupé, roadster, conversível) e motor (do 1.1L original até o 2.0L). Aposentado em 1965, modelos bem conservados do 356 podem atingir preços bem altos hoje em dia.
Várias modificações marcaram os 27 anos de produção do 356. Existiram quatro modelos principais (seis, se contarmos separados o protótipo e a série Gmünd), além de algumas séries especiais, conforme descrito na linha do tempo abaixo:
Linha do tempo:
- 1932 - Início do projeto "Volksauto"
- 1936 - Finalizado o projeto do motor que viria a equipar o Fusca e, posteriormente, o 356
- 1939 - VW Aerocoupe
- 1947 - Protótipo Nr. 1
- 1948, 1949, 1950 - Série 356 Coupé Gmünd
- 1949/1955 - 356, modelo de produção
- 1955/1959 - 356 A
- 1959/1963 - 356 B
- 1963 - 356 C

## Modelos

### 356: 1947-1955

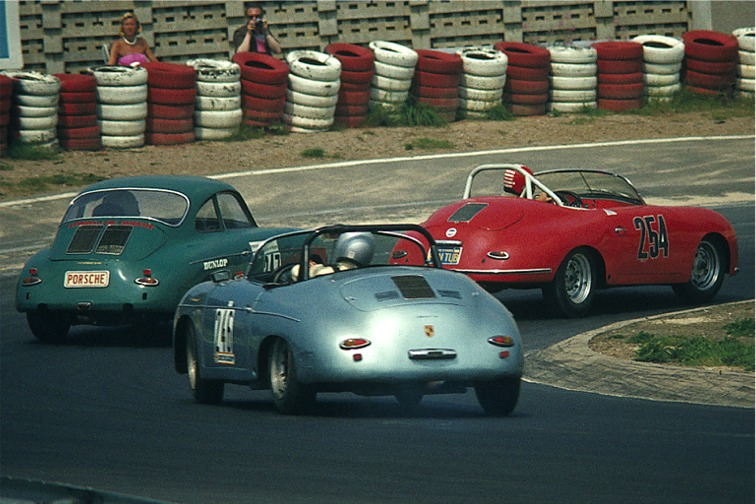
Porsche 356 Speedster (Nr. 254) em Nürburgring, junto com um Carrera 1600 GT

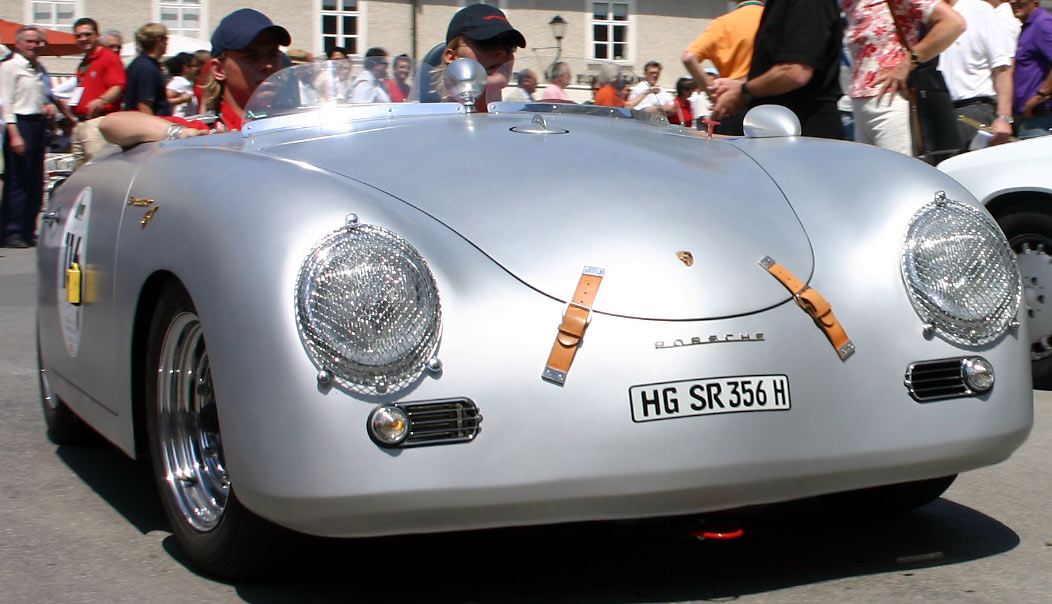
O Porsche 356 Speedster GT em exposição da fábrica, em Gaisbergrennen

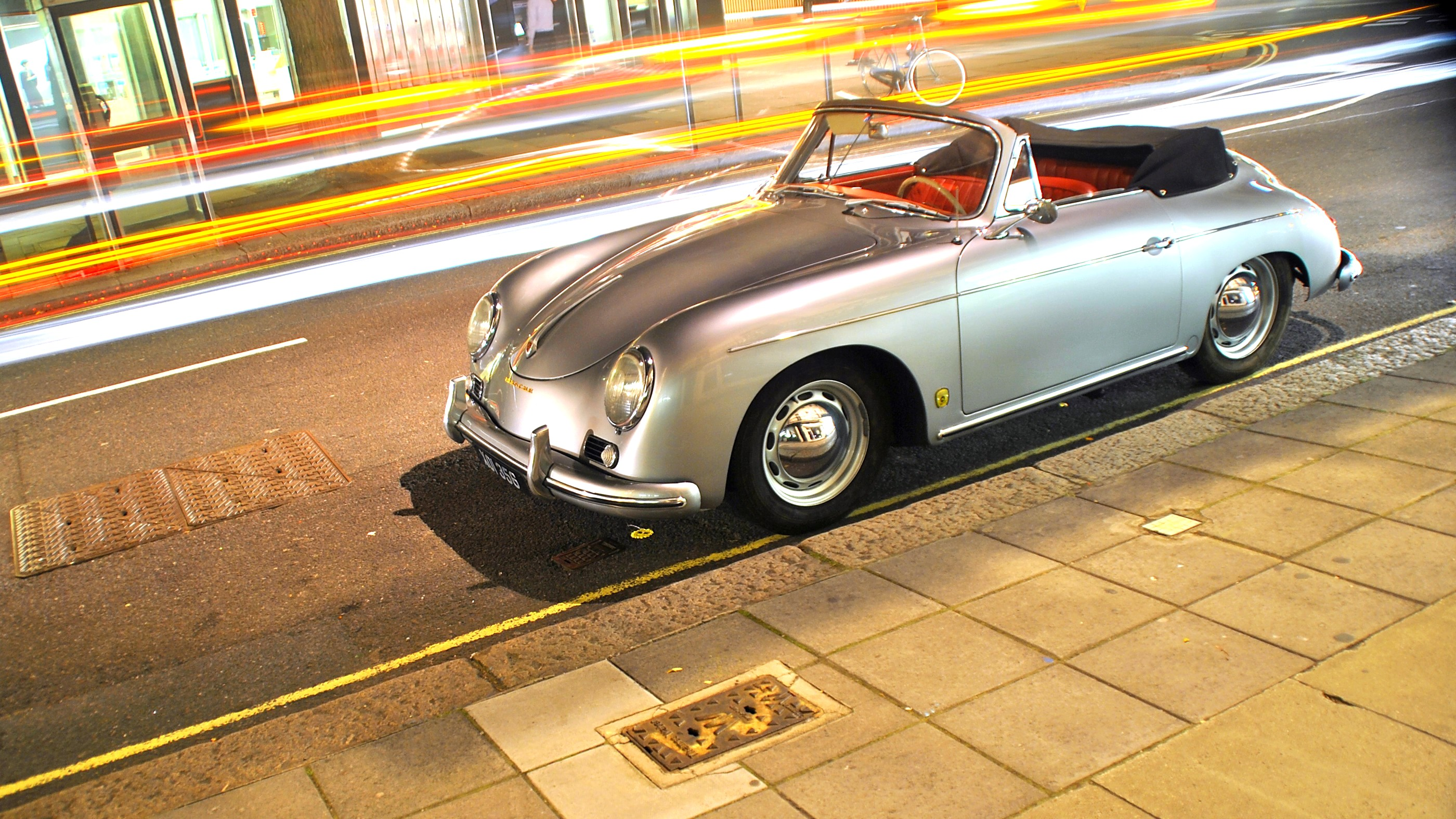
Porsche 356A cabriolet.

Em 1947, teve início a construção do protótipo Porsche 356 Spider Roadster, em alumínio, com motor central de 1.1L. Apesar de ser um 356, muitos consideram este um projeto separado, dadas as diferenças no layout mecânico. Logo o projeto começaria a adquirir seu formato definitivo; entre 1948 e 1950, 50 carros foram produzidos ainda na Áustria - daí o nome, 356 "Coupé Gmünd", em homenagem a essa cidade austríaca. Apesar de ainda ser de alumínio martelado manualmente no molde de madeira, esta série já possuía configuração mecânica similar aos modelos posteriores.
O modelo de produção começou a ser fabricado já em Stuttgart, com carroceria em aço, e design com as características finais assinadas por Erwin Komenda. Com números de produção mais expressivos, a marca Porsche começava a se firmar e a ganhar fama fora de sua terra natal.
E a partir dessa fama surgiram algumas derivações. Quando os primeiros automóveis começaram a ser importados para os Estados Unidos por Max Hoffman (responsável pela importação de quase todos os modelos europeus da época), ele sugeriu a Porsche que peparasse uma versão mais espartana para aquele mercado. Daí surgiram as séries "356 America" (1952), com 16 veículos produzidos, carroceria especial em alumínio e para-brisa removível, e Speedster – resultado direto da sugestão do importador – similar ao “America” porém em aço e com para brisa fixo (1953), além do acabamento espartano, bancos especiais e teto de lona menor.
| Porsche 356:              | 1100                                                               | 1300                                                               | 1500                                                               | 1500 S                                                             |
| ------------------------- | ------------------------------------------------------------------ | ------------------------------------------------------------------ | ------------------------------------------------------------------ | ------------------------------------------------------------------ |
| Motor:                    | 4-cilindros-Boxer (Viertakt)                                       | 4-cilindros-Boxer (Viertakt)                                       | 4-cilindros-Boxer (Viertakt)                                       | 4-cilindros-Boxer (Viertakt)                                       |
| Cilindrada:               | 1086 cm³                                                           | 1286 cm³                                                           | 1488 cm³                                                           | 1488 cm³                                                           |
| Bohrung x Hub:            | 73,5 x 64 mm                                                       | 80 x 64 mm                                                         | 80 x 74 mm                                                         | 80 x 74 mm                                                         |
| Potência:                 | 29,4 kW (40 PS)                                                    | 32,4 kW (44 PS)                                                    | 40,5 kW (55 PS)                                                    | 51,5 kW (70 PS)                                                    |
| Rotações por minuto:      | 4000                                                               | 4000                                                               | 4400                                                               | 5000                                                               |
| Tórque máximo/RPM:        | 71,5 Nm a 2800 RPM                                                 | 83 a 2500 RPM                                                      | 108 a 2800 RPM                                                     | 110 a 3600 RPM                                                     |
| Taxa de Compressão:       | 7,0 : 1                                                            | 6,5 : 1                                                            | 6,8 : 1                                                            | 8,2 : 1                                                            |
| Comando de válvulas:      | Tuchos e Balancins (virabequim)                                    | Tuchos e Balancins (virabequim)                                    | Tuchos e Balancins (virabequim)                                    | Tuchos e Balancins (virabequim)                                    |
| Arrefecimento:            | Refrigeração a ar (ventoinha)                                      | Refrigeração a ar (ventoinha)                                      | Refrigeração a ar (ventoinha)                                      | Refrigeração a ar (ventoinha)                                      |
| Transmissão:              | Caixa com quatro marchas, com Porsche-Ringsynchronisierung, Manual | Caixa com quatro marchas, com Porsche-Ringsynchronisierung, Manual | Caixa com quatro marchas, com Porsche-Ringsynchronisierung, Manual | Caixa com quatro marchas, com Porsche-Ringsynchronisierung, Manual |
| Suspensão dianteia:       | Kurbellenkerachse (VW)                                             | Kurbellenkerachse (VW)                                             | Kurbellenkerachse (VW)                                             | Kurbellenkerachse (VW)                                             |
| Suspensão traseira:       | Pendelachse mit Längsschubstreben                                  | Pendelachse mit Längsschubstreben                                  | Pendelachse mit Längsschubstreben                                  | Pendelachse mit Längsschubstreben                                  |
| Federung:                 | querliegende Drehstäbe                                             | querliegende Drehstäbe                                             | querliegende Drehstäbe                                             | querliegende Drehstäbe                                             |
| Carroceria:               | Monobloco de aço estampado, mit Bodengruppe fest verbunden         | Monobloco de aço estampado, mit Bodengruppe fest verbunden         | Monobloco de aço estampado, mit Bodengruppe fest verbunden         | Monobloco de aço estampado, mit Bodengruppe fest verbunden         |
| Eixos dianteiro/traseiro: | 1290/1250 mm                                                       | 1290/1250 mm                                                       | 1290/1250 mm                                                       | 1290/1250 mm                                                       |
| Entreeixos:               | 2100 mm                                                            | 2100 mm                                                            | 2100 mm                                                            | 2100 mm                                                            |
| Comprimento:              | 3950 mm                                                            | 3950 mm                                                            | 3950 mm                                                            | 3950 mm                                                            |
| Peso:                     | Coupé 810 kg – Cabriolet 830 kg                                    | Coupé 810 kg – Cabriolet 830 kg                                    | Coupé 810 kg – Cabriolet 830 kg                                    | Coupé 810 kg – Cabriolet 830 kg                                    |
| Velocidade máxima:        | 140 km/h                                                           | 145 km/h                                                           | 155 km/h                                                           | 170 km/h                                                           |

 Fonte: Boschen/Barth: „Das große Buch der Porschetypen“, Motorbuch Verlag, Stuttgart 1994, ISBN 3-613-01284-7

### 356 A: 1955-1959

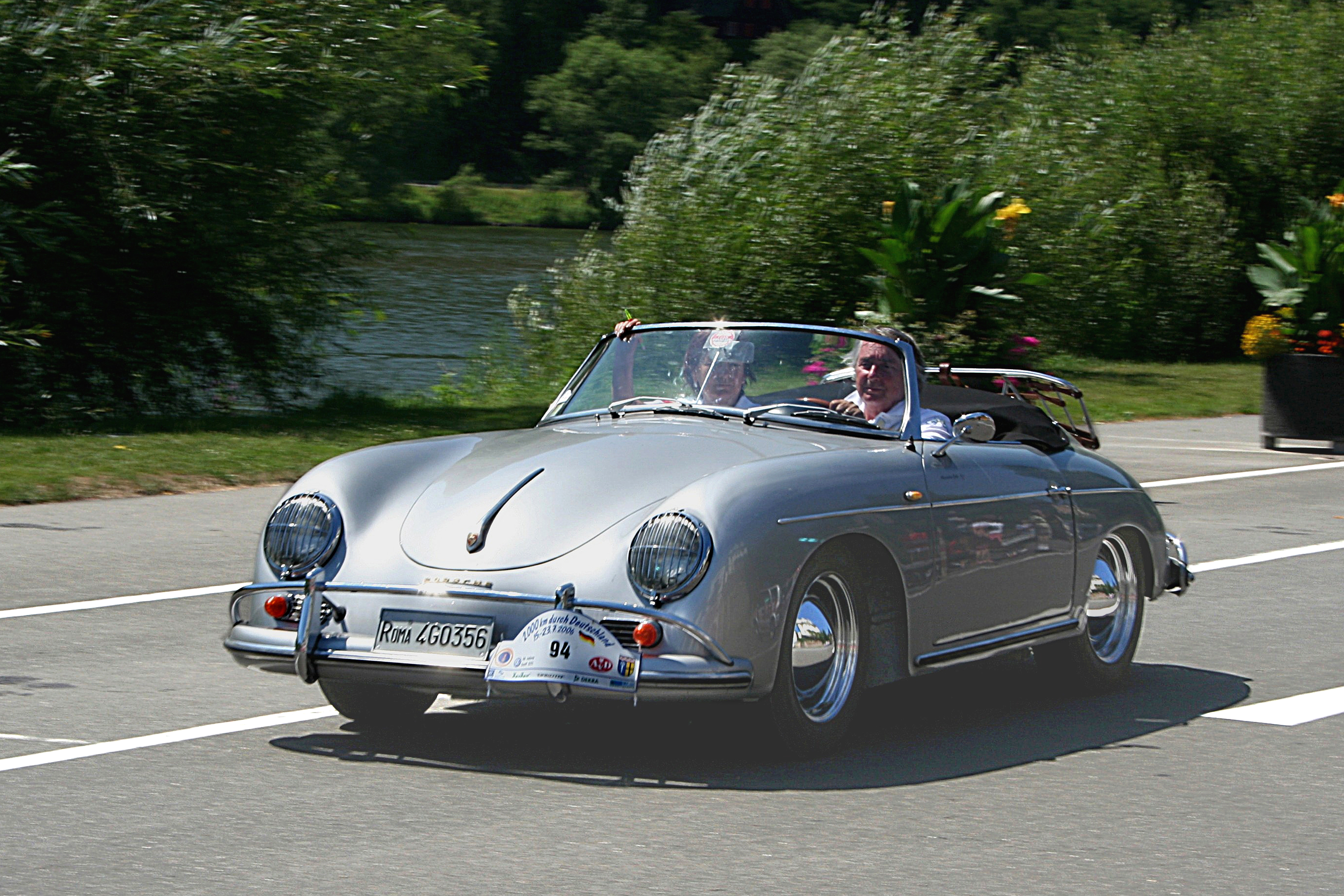
Porsche 356 A Convertible 1600 S, Baujahr 1958

Com pequenas alterações cosméticas na carroceria, em 1955 estreou a série 356 A – com carroceria toda em aço, para-brisas em peça única e curvada, rodas menores e opções de motorização diferentes. Desta série derivou o 356 A Carrera (1955), com motor 1500S e dupla carburação e velocidade máxima de 170 km/h, e o 356 “Convertible D” (1958), basicamente um Speedster com para-brisa maior, janelas laterais em vidro e outras melhorias. O “D” significa "Drautz", o fabricante da carroceria (as outras eram feitos por uma firma chamada Reutter). 1300 conversíveis foram fabricados.
| Porsche 356 A:            | 1600                                                                  | 1600 S                                                                | 1600 GS Carrera "de Luxe"                                             | 1500 GS Carrera "Gran Turismo"                                        |
| ------------------------- | --------------------------------------------------------------------- | --------------------------------------------------------------------- | --------------------------------------------------------------------- | --------------------------------------------------------------------- |
| Motor:                    | Motor Boxer de 4 cilindros, 4 tempos                                  | Motor Boxer de 4 cilindros, 4 tempos                                  | Motor Boxer de 4 cilindros, 4 tempos                                  | Motor Boxer de 4 cilindros, 4 tempos                                  |
| Cilindrada:               | 1582 cm³                                                              | 1582 cm³                                                              | 1587 cm³                                                              | 1498 cm³                                                              |
| Bohrung x Hub:            | 82,5 x 74 mm                                                          | 82,5 x 74 mm                                                          | 87,5 x 66 mm                                                          | 85 x 66 mm                                                            |
| Potência:                 | 44 kW (60 PS)                                                         | 55 kW (75 PS)                                                         | 77 kW (105 PS)                                                        | 81 kW (110 PS)                                                        |
| RPM:                      | 4500                                                                  | 5000                                                                  | 6500                                                                  | 6400                                                                  |
| Torque máx./RPM:          | 112 Nm a 2800                                                         | 119 a 3700                                                            | 123 a 5000                                                            | 126 a 5200                                                            |
| Compressão:               | 7,5 : 1                                                               | 8,5 : 1                                                               | 9 : 1                                                                 | 9 : 1                                                                 |
| Comando de válvulas:      | Tuchos e Balancins (virabrequim)                                      | Tuchos e Balancins (virabrequim)                                      | 4 obenliegende Nockenwellen (Königswellenantrieb)                     | 4 obenliegende Nockenwellen (Königswellenantrieb)                     |
| Arrefecimento:            | Refigeração a ar (Ventoinha)                                          | Refigeração a ar (Ventoinha)                                          | Refigeração a ar (Ventoinha)                                          | Refigeração a ar (Ventoinha)                                          |
| Caixa de marchas:         | Caixa com quatro marchas, com Porsche-Ringsynchronisierung, Manual    | Caixa com quatro marchas, com Porsche-Ringsynchronisierung, Manual    | Caixa com quatro marchas, com Porsche-Ringsynchronisierung, Manual    | Caixa com quatro marchas, com Porsche-Ringsynchronisierung, Manual    |
| Suspensão dianteira:      | Kurbellenkerachse (jeweils zwei längsliegende Traghebel übereinander) | Kurbellenkerachse (jeweils zwei längsliegende Traghebel übereinander) | Kurbellenkerachse (jeweils zwei längsliegende Traghebel übereinander) | Kurbellenkerachse (jeweils zwei längsliegende Traghebel übereinander) |
| Suspensão traseira:       | Pendelachse mit Längsschubstreben                                     | Pendelachse mit Längsschubstreben                                     | Pendelachse mit Längsschubstreben                                     | Pendelachse mit Längsschubstreben                                     |
| Federung vorn:            | 2 durchgehende Vierkant-Blattfederstäbe übereinander                  | 2 durchgehende Vierkant-Blattfederstäbe übereinander                  | 2 durchgehende Vierkant-Blattfederstäbe übereinander                  | 2 durchgehende Vierkant-Blattfederstäbe übereinander                  |
| Federung hinten:          | 1 runder querliegender Drehstab auf jeder Seite                       | 1 runder querliegender Drehstab auf jeder Seite                       | 1 runder querliegender Drehstab auf jeder Seite                       | 1 runder querliegender Drehstab auf jeder Seite                       |
| Carroceria:               | Monobloco em aço estampado, mit Bodengruppe fest verbunden            | Monobloco em aço estampado, mit Bodengruppe fest verbunden            | Monobloco em aço estampado, mit Bodengruppe fest verbunden            | Monobloco em aço estampado, mit Bodengruppe fest verbunden            |
| Eixos dianteiro/traseiro: | 1306/1272 mm                                                          | 1306/1272 mm                                                          | 1306/1272 mm                                                          | 1306/1272 mm                                                          |
| Entreeixos:               | 2100 mm                                                               | 2100 mm                                                               | 2100 mm                                                               | 2100 mm                                                               |
| Pneus:                    | 5.60 – 15 Sport                                                       | 5.60 – 15 Sport                                                       | 5.90 – 15 Supersport                                                  | 5.90 – 15 Supersport                                                  |
| Medidas C x L x A:        | 3950 x 1670 x 1310 mm (Convertible und Hardtop 1290 mm)               | 3950 x 1670 x 1310 mm (Convertible und Hardtop 1290 mm)               | 3950 x 1670 x 1310 mm (Convertible und Hardtop 1290 mm)               | 3950 x 1670 x 1310 mm (Convertible und Hardtop 1290 mm)               |
| Peso:                     | Coupé 885 kg – Cabriolet 905 kg – Convertible 855 kg                  | Coupé 885 kg – Cabriolet 905 kg – Convertible 855 kg                  | Coupé 885 kg – Cabriolet 905 kg – Convertible 855 kg                  | Coupé 885 kg – Cabriolet 905 kg – Convertible 855 kg                  |
| Velocidade máxima:        | 160 km/h                                                              | 175 km/h                                                              | ca. 200 km/h                                                          | ca. 200 km/h                                                          |

 Fonte: Prosepkt W 21/57-9.58-III und „Das große Buch der Porschetypen“

### 356 B: 1959-1963

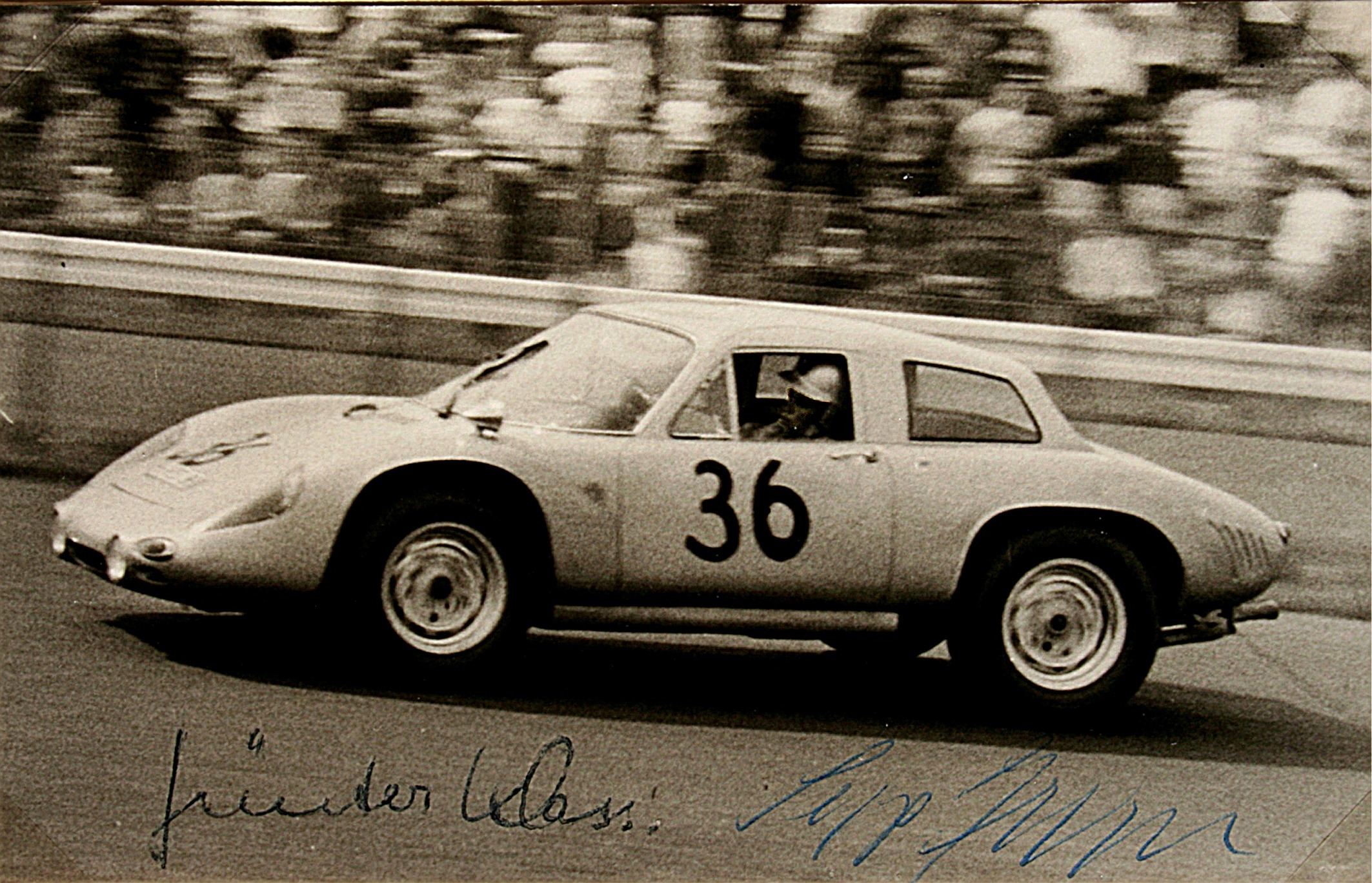
Porsche 356 B 1600 GS-GT (sog. Dreikantschaber)

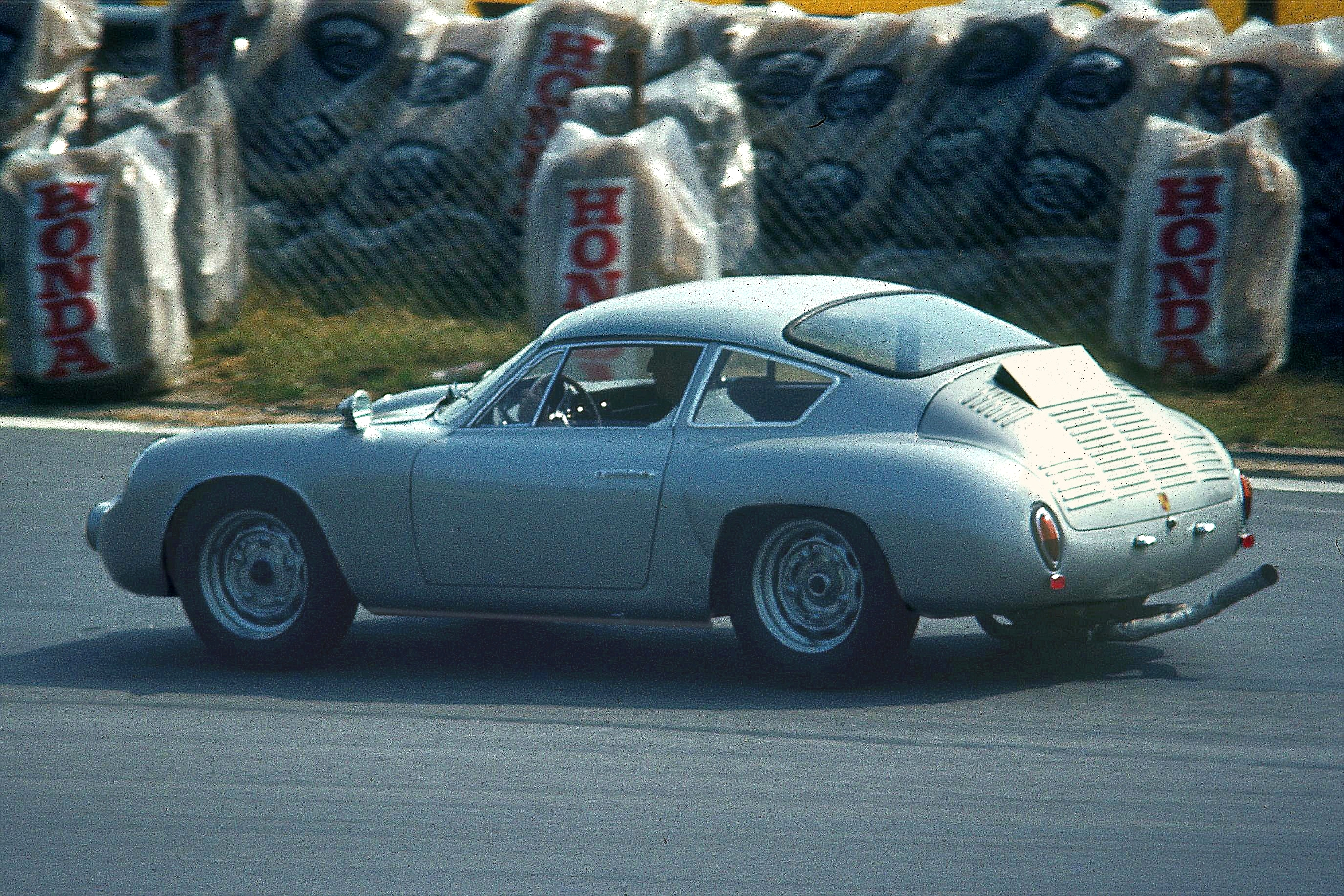
Porsche Carrera GTL-Abarth

Seguindo já naquela época o costume atual de enfatizar mudanças na linha com pequenas alterações cosméticas, em 1959 começou a ser vendida aquela que seria a mais difundida e popular série do 356, o "356 B". Na carroceria, as diferenças mais marcantes foram nos para-choques ligeiramente mais altos, no capô mais reto e largo e nos respires do motor em duas colunas. As principais opções de motor eram a Super 90 e 2000 GS. Deste modelo derivaram o 356 B Roadster (1959), o 356 Carrera Abarth (1960), um modelo de corridas, e o 356 Carrera 2 (1962), um dos modelos mais famosos e potentes. Com cerca de 450 modelos produzidos, entre coupés e cabriolets, esses modelos se tornaram bastante valiosos.
| Porsche 356 B:            | 1600                                                                             | 1600 S                                                                           | 1600 S-90                                                                        | 2000 GS                                                                          |
| ------------------------- | -------------------------------------------------------------------------------- | -------------------------------------------------------------------------------- | -------------------------------------------------------------------------------- | -------------------------------------------------------------------------------- |
| Motor:                    | Motor Boxer de 4 cilindros, 4 tempos                                             | Motor Boxer de 4 cilindros, 4 tempos                                             | Motor Boxer de 4 cilindros, 4 tempos                                             | Motor Boxer de 4 cilindros, 4 tempos                                             |
| Cilindrada:               | 1582 cm³                                                                         | 1582 cm³                                                                         | 1582 cm³                                                                         | 1966 cm³                                                                         |
| Bohrung x Hub:            | 82,5 x 74 mm                                                                     | 82,5 x 74 mm                                                                     | 82,5 x 74 mm                                                                     | 92 x 74 mm                                                                       |
| Potência:                 | 44 kW (60 PS)                                                                    | 55 kW (75 PS)                                                                    | 66 kW (90 PS)                                                                    | 96 kW (130 PS)                                                                   |
| RPM:                      | 4500                                                                             | 5000                                                                             | 5500                                                                             | 6200                                                                             |
| Torque máx./RPM:          | 112 Nm a 2800                                                                    | 119 a 3700                                                                       | 123 a 4300                                                                       | 167 a 5000                                                                       |
| Compressão:               | 7,5 : 1                                                                          | 8,5 : 1                                                                          | 9 : 1                                                                            | 9,2 : 1                                                                          |
| Comando de válvulas:      | Tuchos e Balancins (virabrequim)                                                 | Tuchos e Balancins (virabrequim)                                                 | Tuchos e Balancins (virabrequim)                                                 | DOHC* (Königswellen)                                                             |
| Arrefecimento:            | Refigeração a ar (Ventoinha)                                                     | Refigeração a ar (Ventoinha)                                                     | Refigeração a ar (Ventoinha)                                                     | Refigeração a ar (Ventoinha)                                                     |
| Caixa de marchas:         | Caixa com quatro marchas, com Porsche-Ringsynchronisierung, Manual               | Caixa com quatro marchas, com Porsche-Ringsynchronisierung, Manual               | Caixa com quatro marchas, com Porsche-Ringsynchronisierung, Manual               | Caixa com quatro marchas, com Porsche-Ringsynchronisierung, Manual               |
| Suspensão dianteira:      | Kurbellenkerachse mit Stabilisator                                               | Kurbellenkerachse mit Stabilisator                                               | Kurbellenkerachse mit Stabilisator                                               | Kurbellenkerachse mit Stabilisator                                               |
| Suspensão traseira:       | Pendelachse mit Längsschubstreben                                                | Pendelachse mit Längsschubstreben                                                | Pendelachse mit Längsschubstreben                                                | Pendelachse mit Längsschubstreben                                                |
| Federung vorn:            | 2 durchgehende Vierkant-Blattfederstäbe aus einzelnen Federblättern übereinander | 2 durchgehende Vierkant-Blattfederstäbe aus einzelnen Federblättern übereinander | 2 durchgehende Vierkant-Blattfederstäbe aus einzelnen Federblättern übereinander | 2 durchgehende Vierkant-Blattfederstäbe aus einzelnen Federblättern übereinander |
| Federung hinten:          | 1 runder querliegender Drehstab auf jeder Seite                                  | 1 runder querliegender Drehstab auf jeder Seite                                  | 1 runder querliegender Drehstab auf jeder Seite                                  | 1 runder querliegender Drehstab auf jeder Seite                                  |
| Carroceria:               | Monobloco em aço estampado, Carroceria mit Bodengruppe fest verbunden            | Monobloco em aço estampado, Carroceria mit Bodengruppe fest verbunden            | Monobloco em aço estampado, Carroceria mit Bodengruppe fest verbunden            | Monobloco em aço estampado, Carroceria mit Bodengruppe fest verbunden            |
| Eixos dianteiro/traseiro: | 1306/1272 mm                                                                     | 1306/1272 mm                                                                     | 1306/1272 mm                                                                     | 1306/1272 mm                                                                     |
| Entreeixos:               | 2100 mm                                                                          | 2100 mm                                                                          | 2100 mm                                                                          | 2100 mm                                                                          |
| Pneus:                    | 5.60 – 15 Sport                                                                  | 5.60 – 15 Sport                                                                  | 165 – 15 (Gürtel)                                                                | 165 – 15 (Gürtel)                                                                |
| Medidas C x L x A:        | 4010 x 1670 x 1330 mm (Hardtop 1315 mm)                                          | 4010 x 1670 x 1330 mm (Hardtop 1315 mm)                                          | 4010 x 1670 x 1330 mm (Hardtop 1315 mm)                                          | 4010 x 1670 x 1330 mm (Hardtop 1315 mm)                                          |
| Peso:                     | 935 kg                                                                           | 935 kg                                                                           | 935 kg                                                                           | 1010 kg                                                                          |
| Velocidade máxima:        | 160 km/h                                                                         | 175 km/h                                                                         | 185 km/h                                                                         | 200 km/h                                                                         |

- DOHC = Double Overhead camshaft; hier: je zwei obenliegende Nockenwellen (links und rechts)

### 356 C: 1963-1965

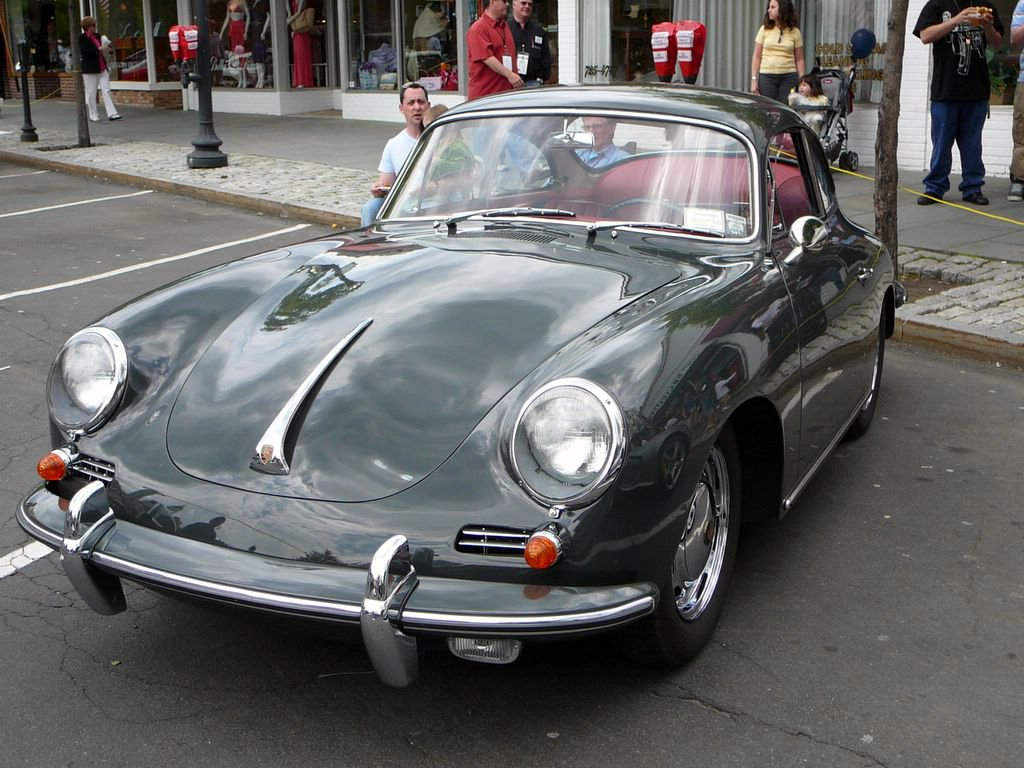
O Porsche 356 C 2000

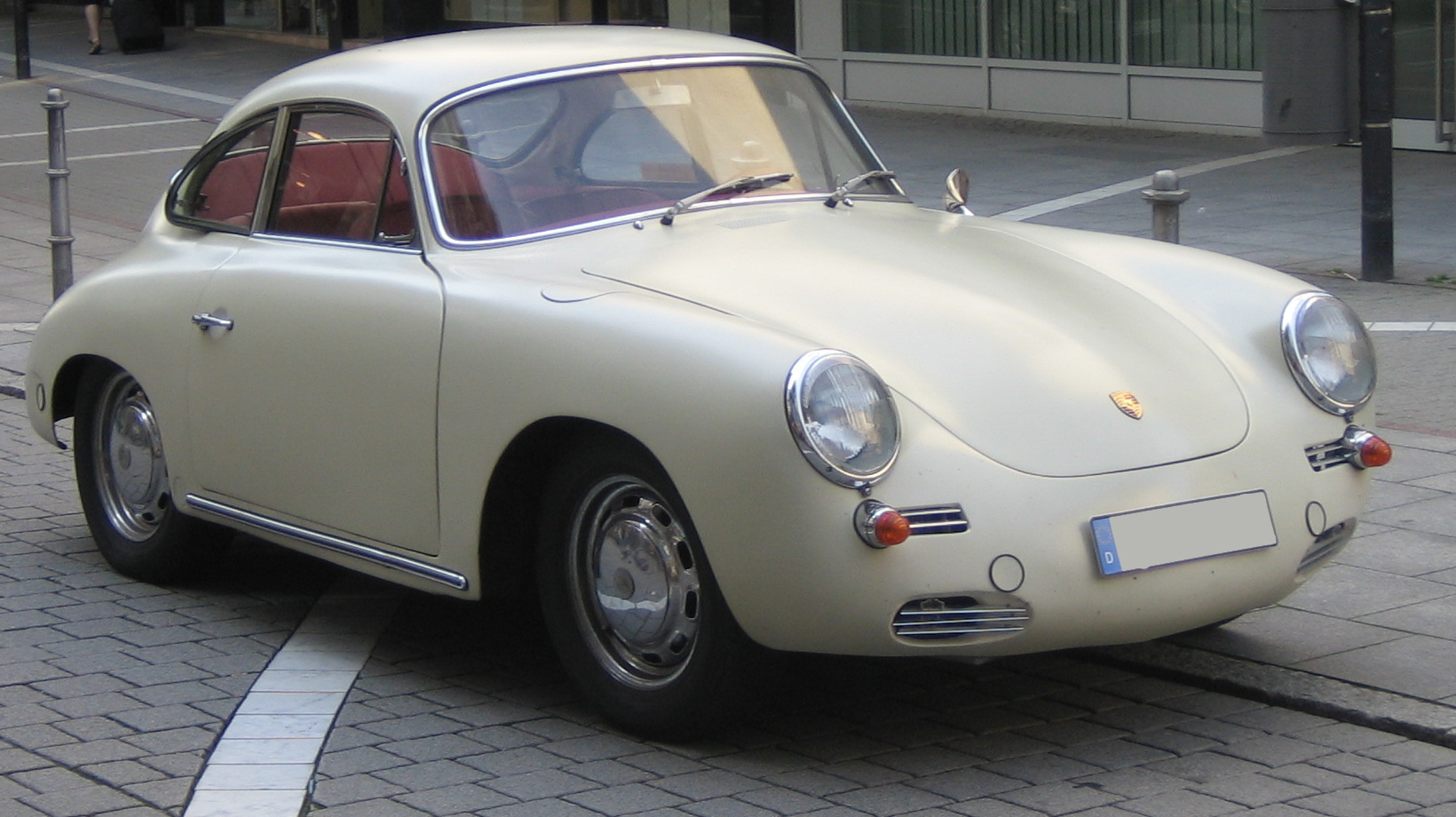
O Porsche 356 C

A última série da linha 356 debutou em 1963, basicamente com novos freios a disco nas quatro rodas, motores 1600S, 1600SC ou Carrera 2, e apenas uma carroceria disponível (coupé), já ligeiramente similar à do futuro modelo 911. Apesar de 1965 marcar o fim da produção do modelo, seu motor continuou a ser utilizado no modelo 912, basicamente um 911 de baixo custo.
| Porsche 356 C:            | 1600 C                                                             | 1600 SC                                                            | 2000 GS                                                            |                       |
| Motor:                    | Motor Boxer de 4 cilindros, 4 tempos                               | Motor Boxer de 4 cilindros, 4 tempos                               | Motor Boxer de 4 cilindros, 4 tempos                               |                       |
| Cilindrada:               | 1582 cm³                                                           | 1582 cm³                                                           | 1966 cm³                                                           |                       |
| Bohrung x Hub:            | 82,5 x 74 mm                                                       | 82,5 x 74 mm                                                       | 92 x 74 mm                                                         |                       |
| Potência:                 | 55 kW (75 PS)                                                      | 70 kW (95 PS)                                                      | 96 kW (130 PS)                                                     |                       |
| RPM:                      | 5200                                                               | 5800                                                               | 6200                                                               |                       |
| Torque máx./RPM:          | 125 Nm a 3600                                                      | 126 a 4200                                                         | 167 a 5000                                                         |                       |
| Compressão:               | 8,5 : 1                                                            | 9,5 : 1                                                            | 9,2 : 1                                                            |                       |
| Comando de válvulas:      | Tuchos e Balancins (virabrequim)                                   | Tuchos e Balancins (virabrequim)                                   | DOHC* (Königswellen)                                               |                       |
| Arrefecimento:            | Refigeração a ar (Ventoinha)                                       | Refigeração a ar (Ventoinha)                                       | Refigeração a ar (Ventoinha)                                       |                       |
| Caixa de marchas:         | Caixa com 4 marchas, Manual                                        | Caixa com 4 marchas, Manual                                        | Caixa com 4 marchas, Manual                                        |                       |
| Suspensão dianteira:      | Kurbellenkerachse mit Stabilisator                                 | Kurbellenkerachse mit Stabilisator                                 | Kurbellenkerachse mit Stabilisator                                 |                       |
| Suspensão traseira:       | Pendelachse mit Längsschubstreben                                  | Pendelachse mit Längsschubstreben                                  | Pendelachse mit Längsschubstreben                                  |                       |
| Federung vorn:            | 2 durchgehende Blattfederstäbe                                     | 2 durchgehende Blattfederstäbe                                     | 2 durchgehende Blattfederstäbe                                     |                       |
| Federung hinten:          | 1 runder Drehstab auf jeder Seite                                  | 1 runder Drehstab auf jeder Seite                                  | 1 runder Drehstab auf jeder Seite                                  |                       |
| Carroceria:               | Monobloco em aço estampado, Carroceria mit Bodengruppe verschweißt | Monobloco em aço estampado, Carroceria mit Bodengruppe verschweißt | Monobloco em aço estampado, Carroceria mit Bodengruppe verschweißt |                       |
| Eixos dianteiro/traseiro: | 1306/1272 mm                                                       | 1306/1272 mm                                                       | 1306/1272 mm                                                       |                       |
| Entreeixos:               | 2100 mm                                                            | 2100 mm                                                            | 2100 mm                                                            |                       |
| Pneus:                    | 5.60 – 15 Sport                                                    | 165 – 15 (Gürtel)                                                  | 165 – 15 (Gürtel)                                                  |                       |
| Medidas C x L x A:        | 4010 x 1670 x 1315 mm                                              | 4010 x 1670 x 1315 mm                                              | 4010 x 1670 x 1315 mm                                              | 4010 x 1670 x 1315 mm |
| Peso:                     | 935 kg                                                             | 935 kg                                                             | 1010 kg                                                            |                       |
| Velocidade máxima:        | 175 km/h                                                           | 185 km/h                                                           | 200 km/h                                                           |                       |

## Galeria

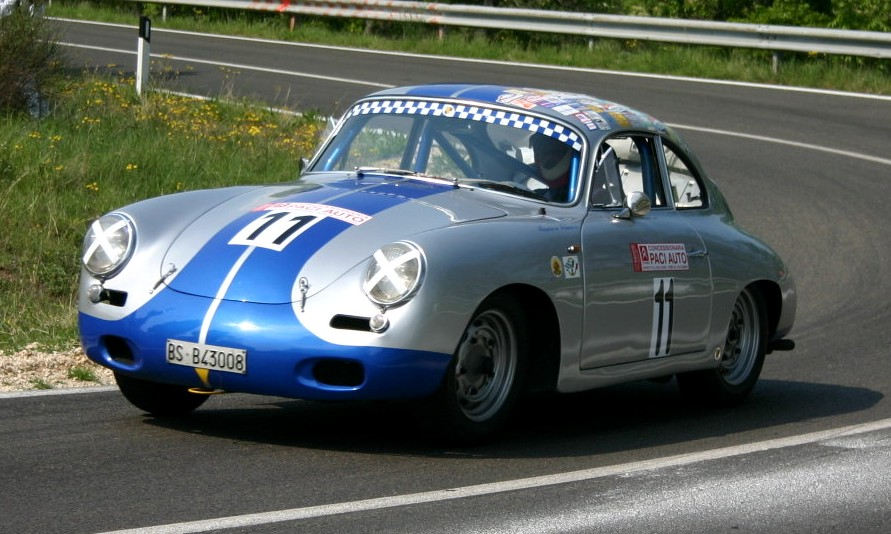
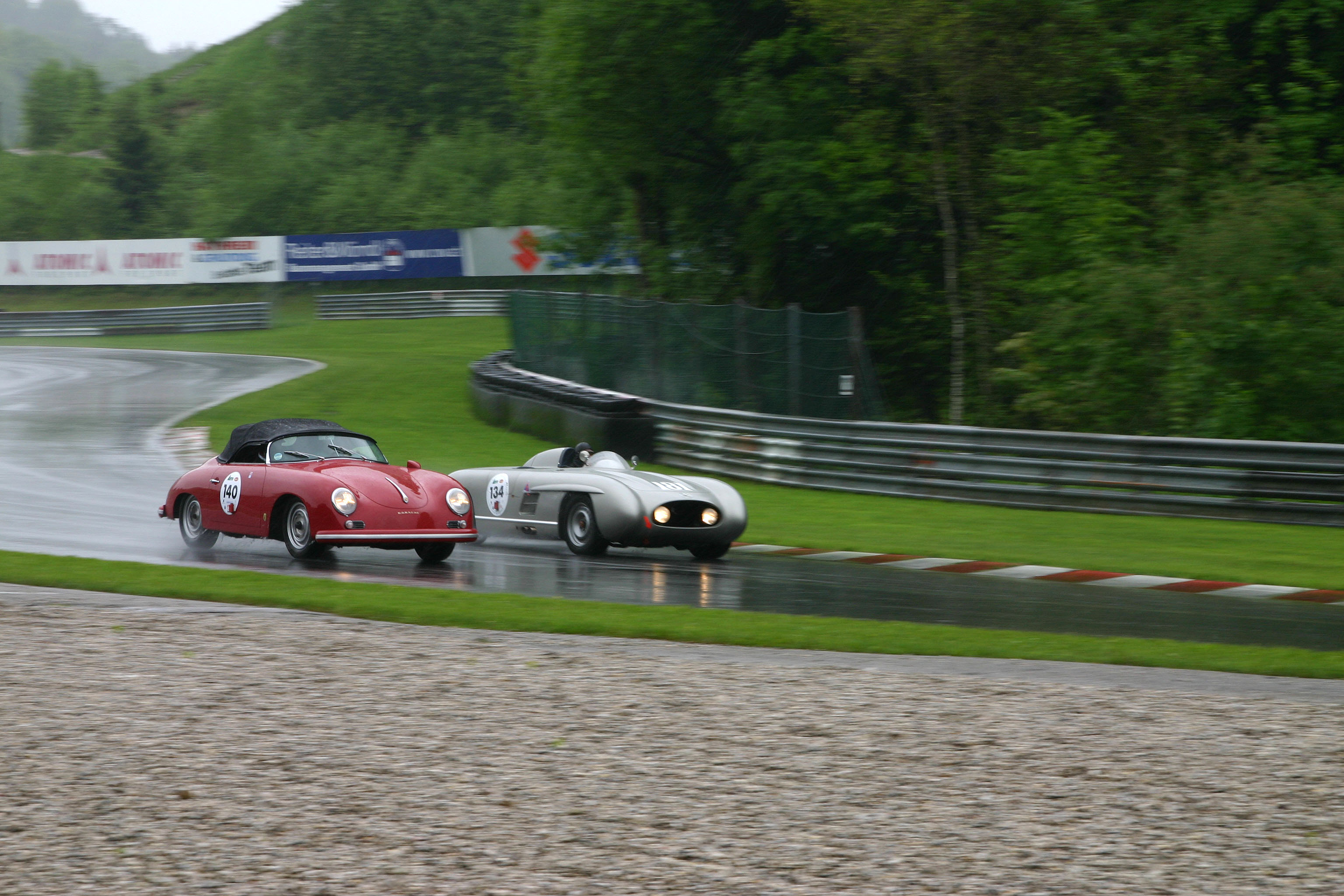
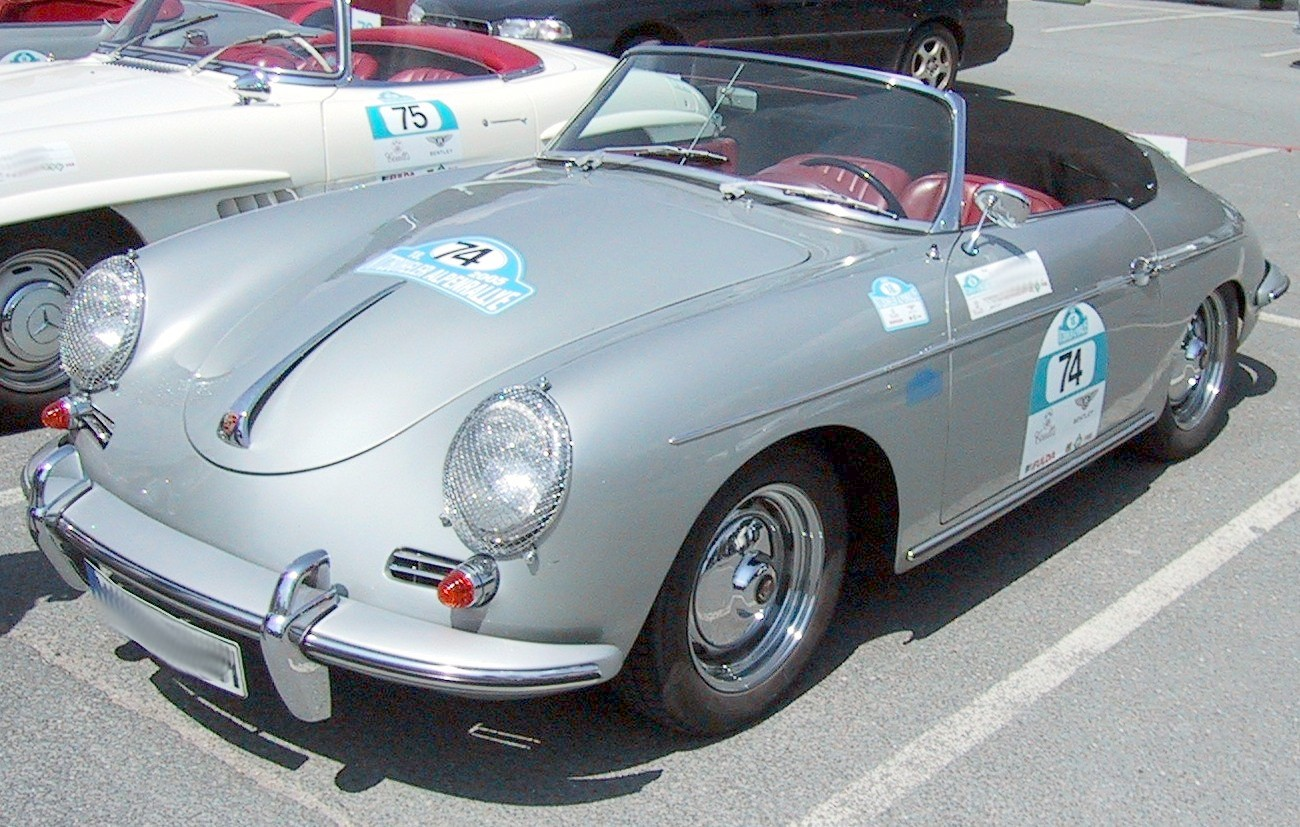
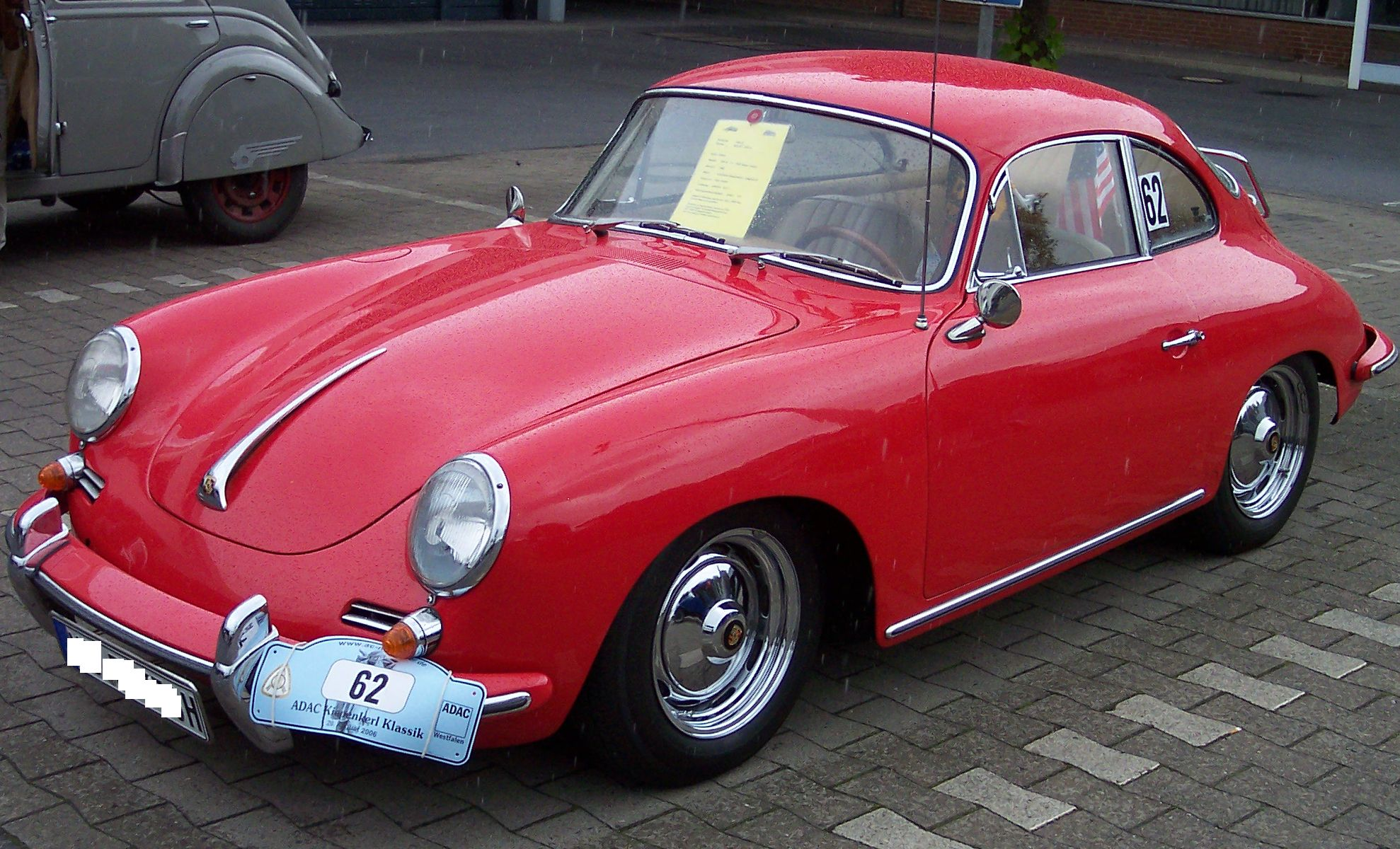
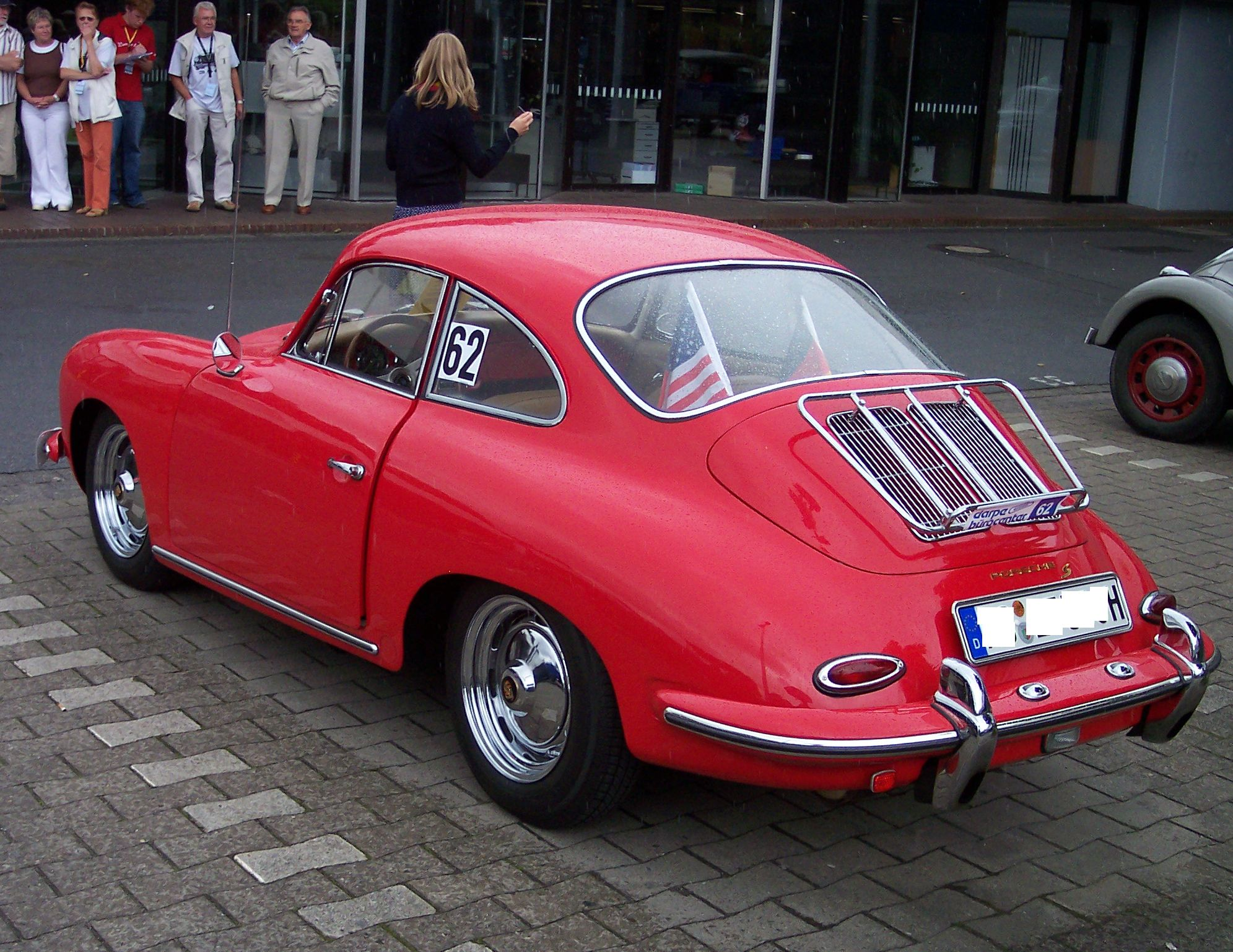
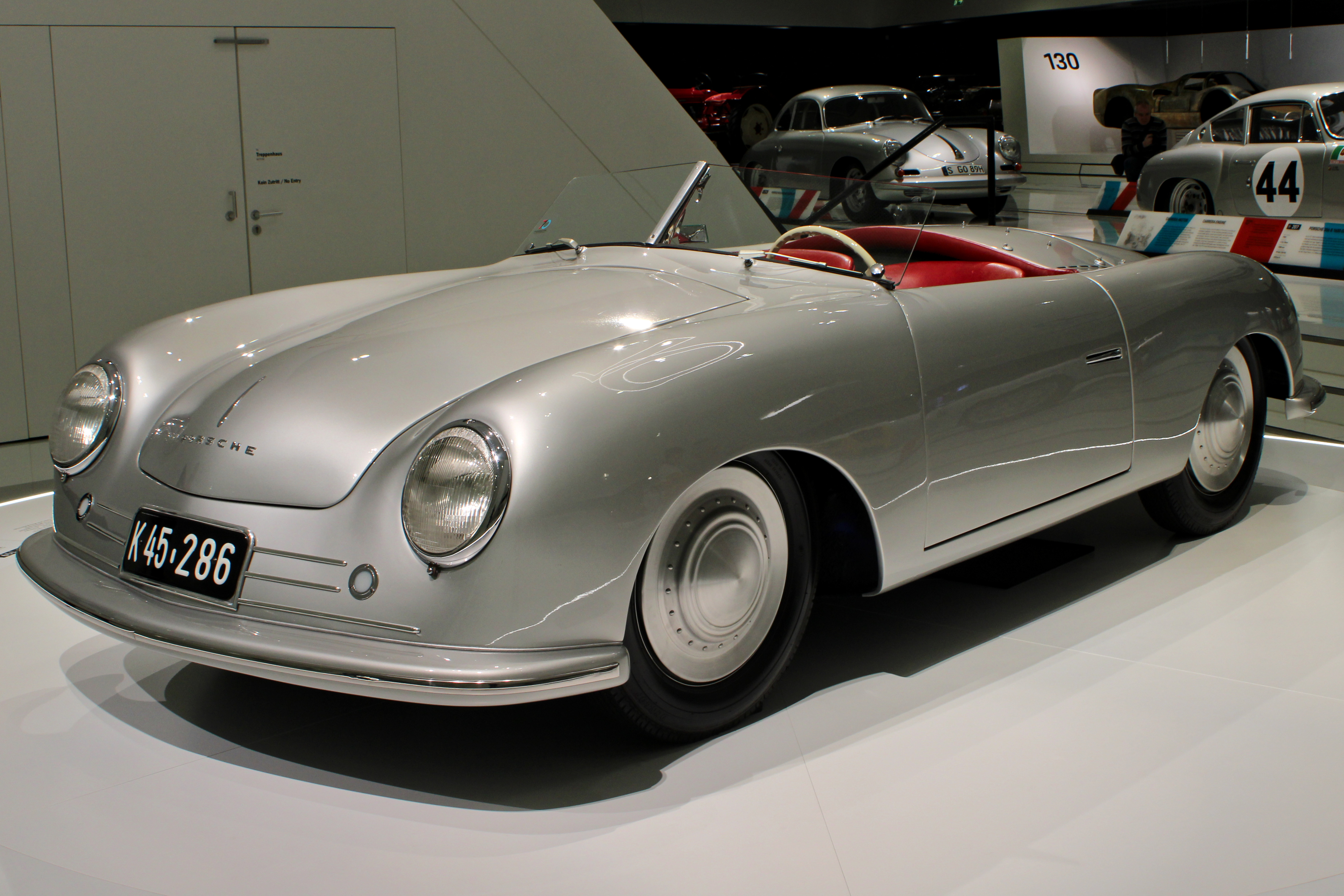
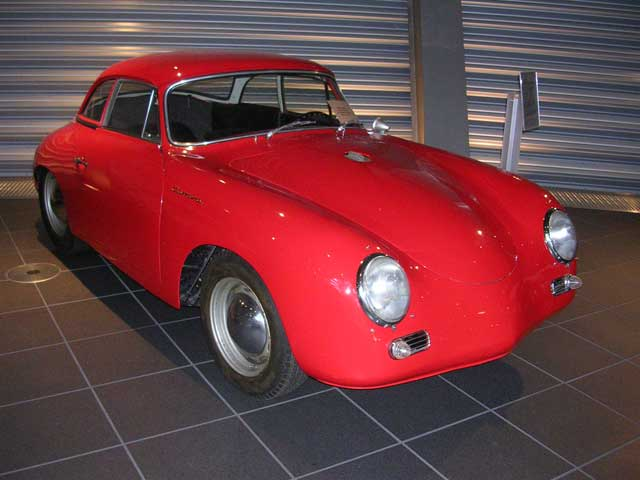
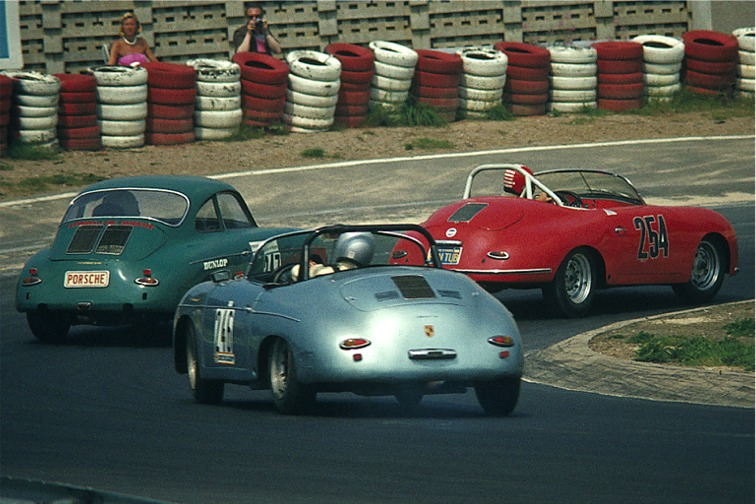
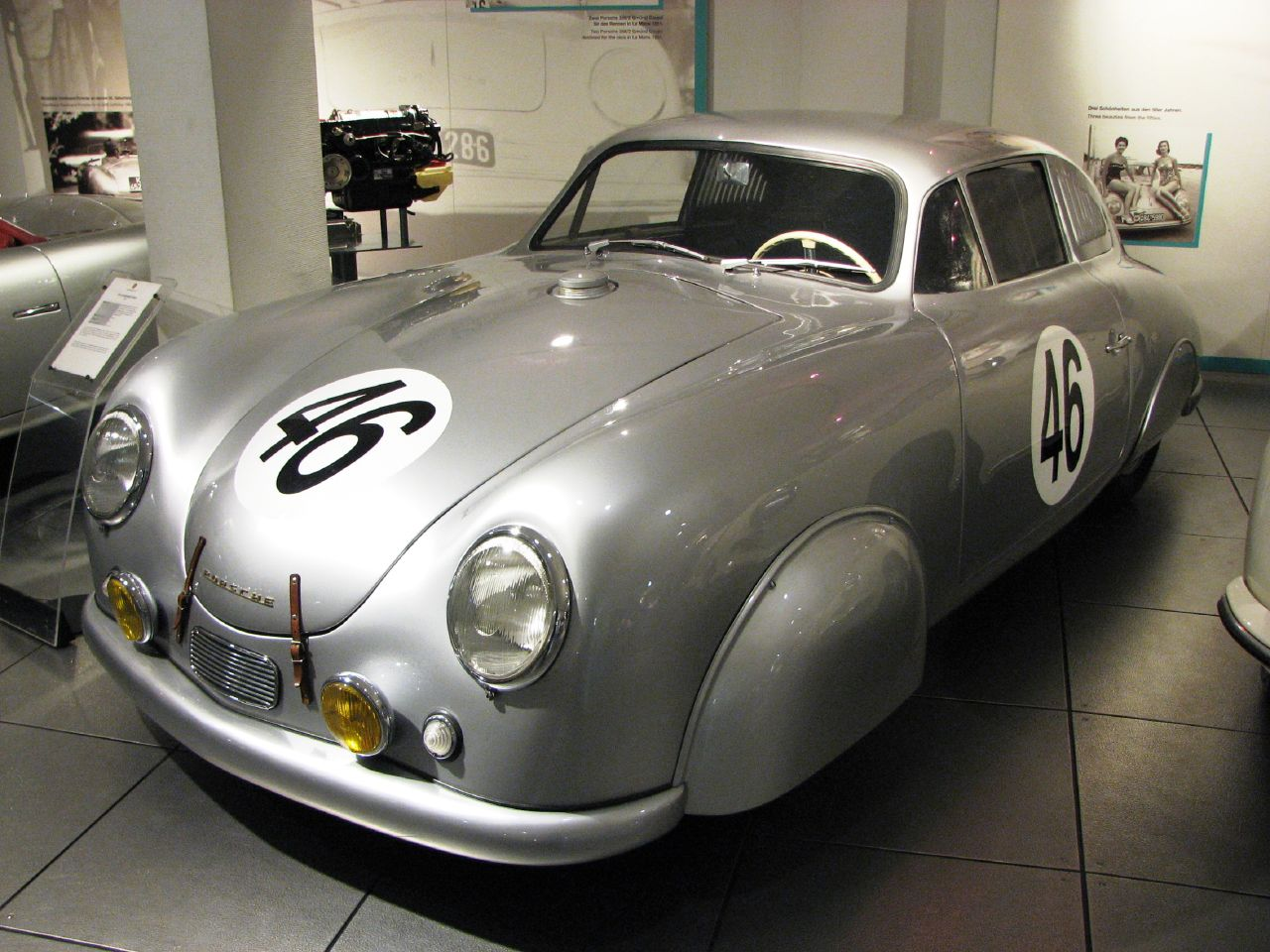
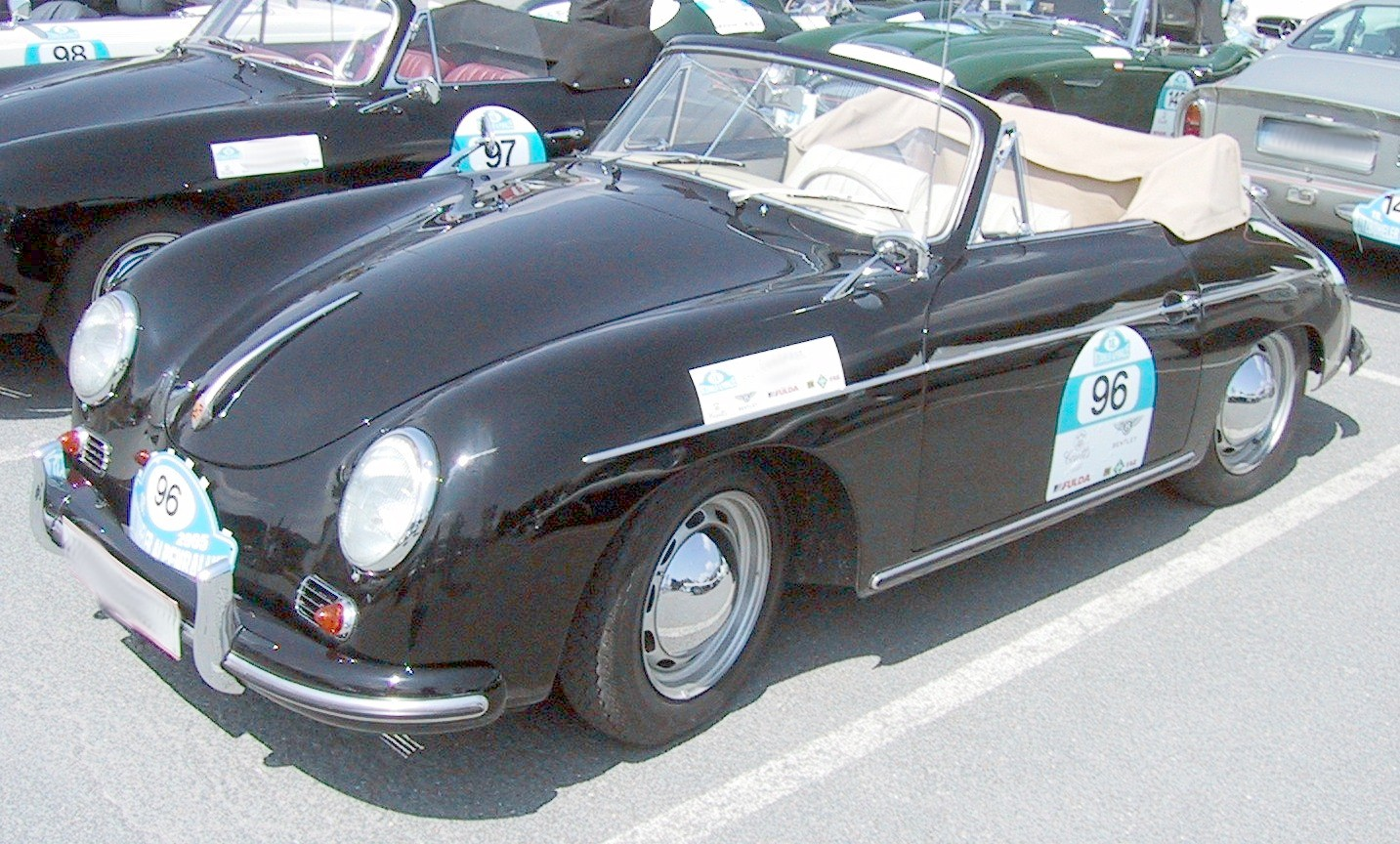
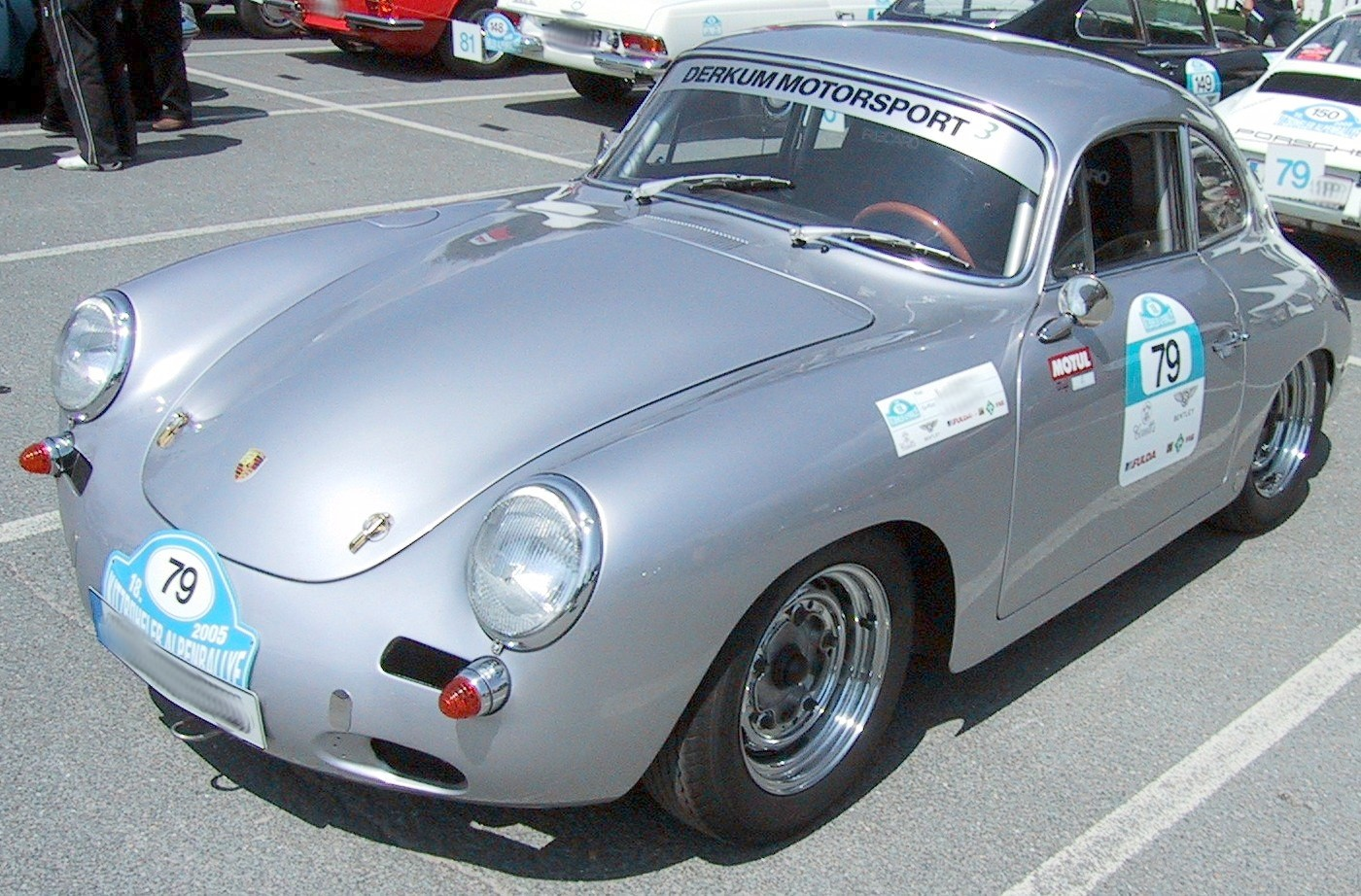
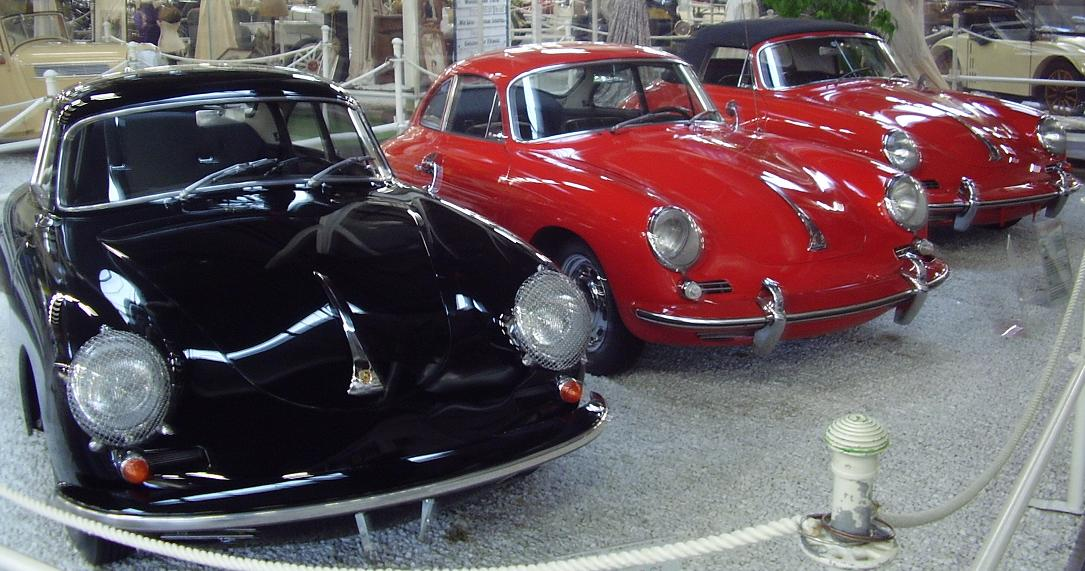
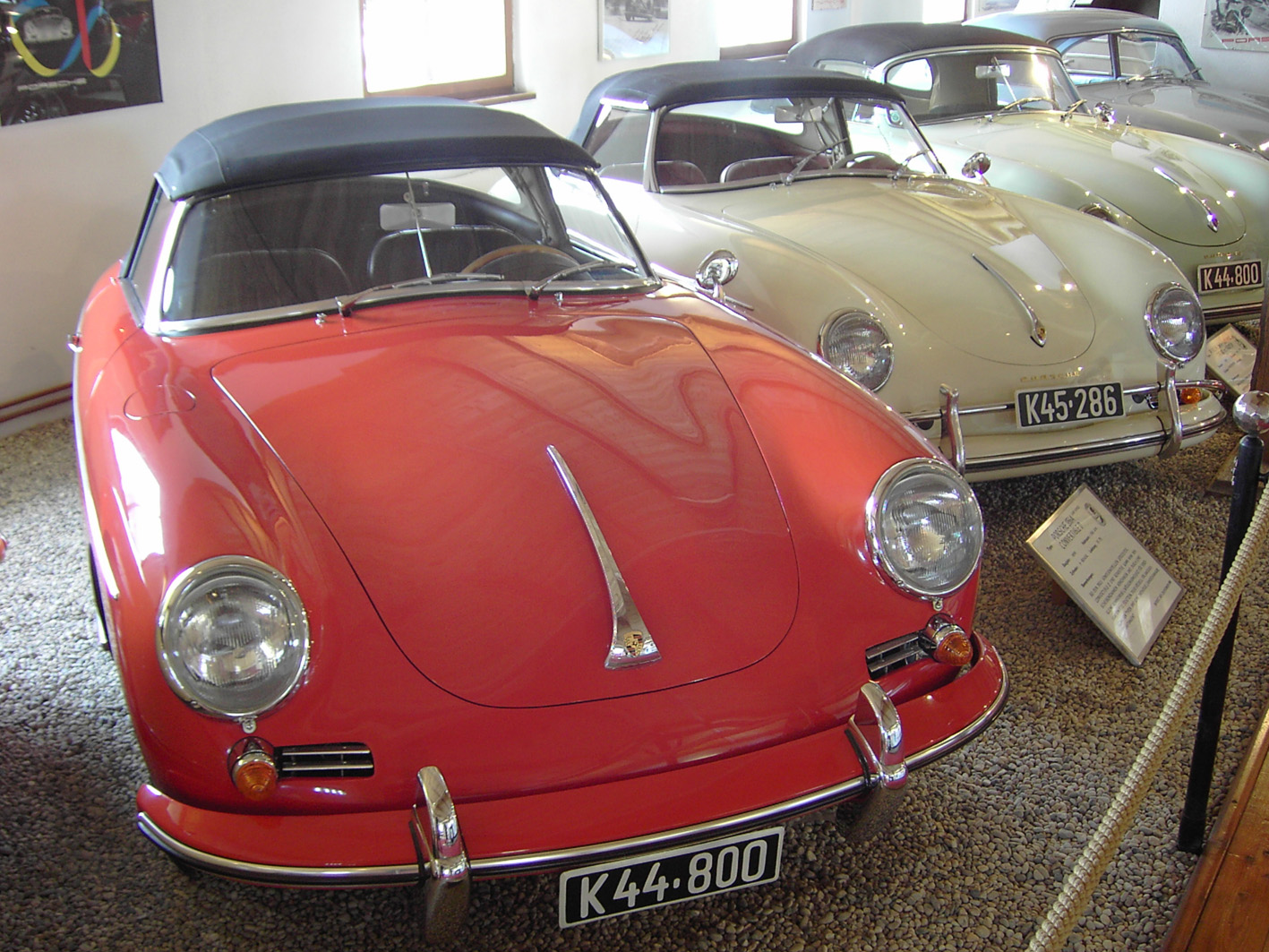
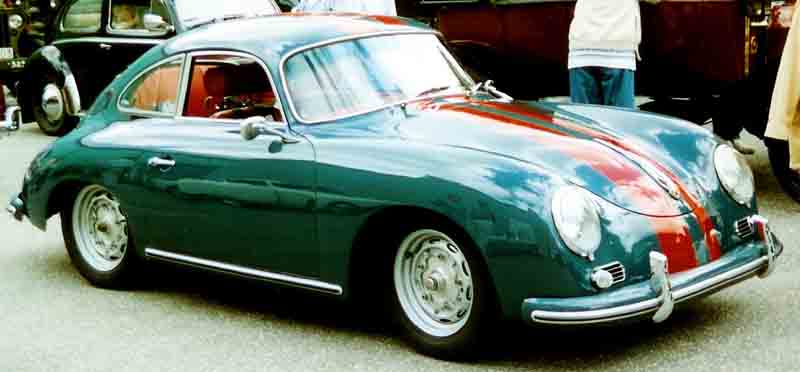
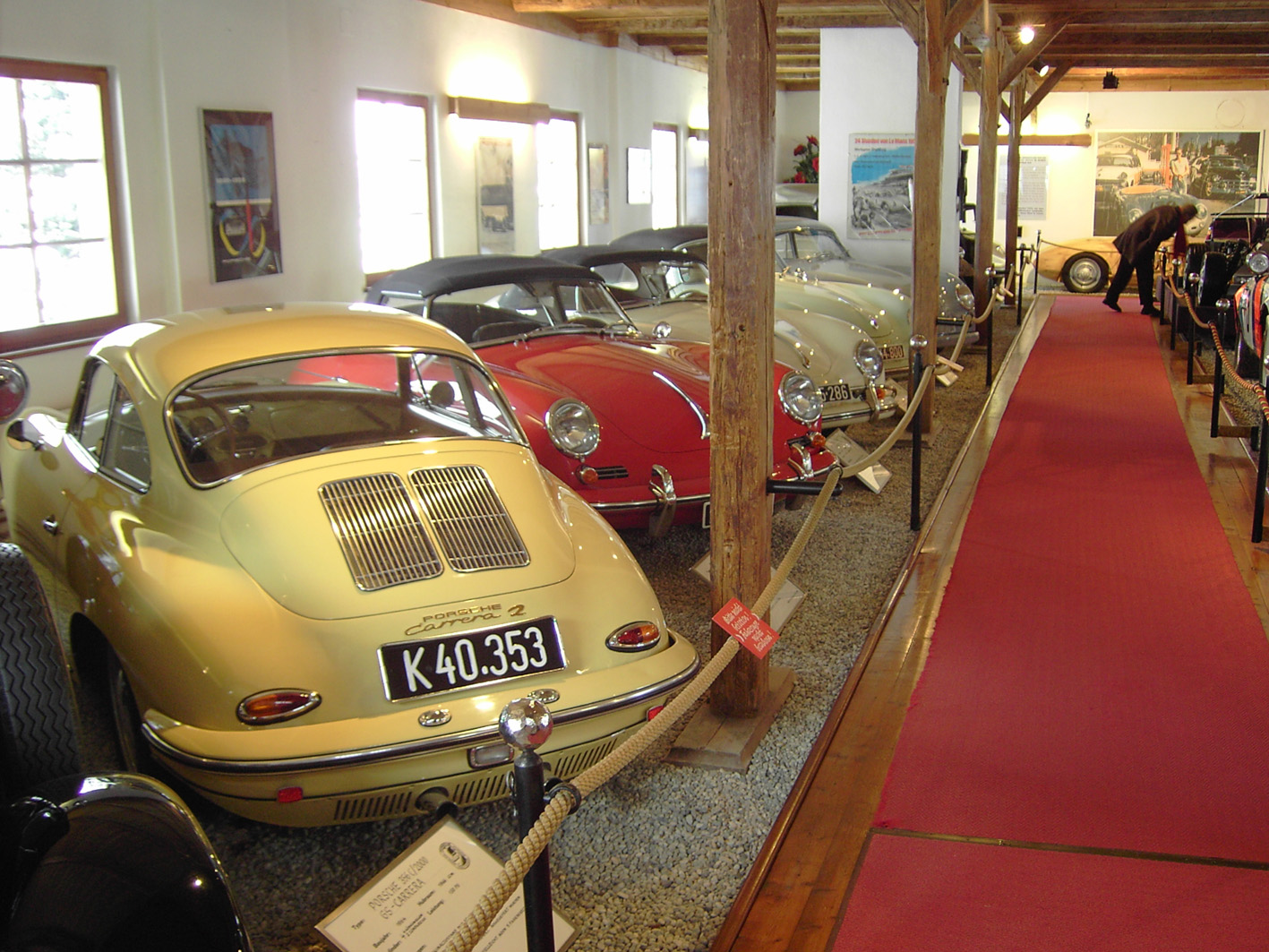